# Pas de coup dur pour Johnny
Pour plus de détails, voir Fiche technique et Distribution.
Pas de coup dur pour Johnny est un film français réalisé par Émile Roussel en 1954 et sorti en 1955. 

## Fiche technique
- Titre : Pas de coup dur pour Johnny
- Réalisateur : Émile Roussel, assisté de Francis Dussaugey
- Scénariste : Jacques Berland, Georges André-Cuel (auteur)
- Dialogues : Jacques Berland
- Script : Jacqueline Loir
- Décors : Louis Le Barbenchon
- Photographie : Pierre Dolley
- Son : Norbert Gernolle
- Monteur : Jean-Louis Levi-Alvarès
- Musique : Louiguy
- Régisseur :	Ernest Müller
- Maquilleur : Jean-Jacques Chanteau
- Photographe de plateau : André-Jacques Manson
- Production : Pierre Guichard
- Société(s) de production : Société Générale de Gestion Cinématographique et Sonofilm
- Format :  Noir et blanc - 1,37:1 - 35 mm - Son mono
- Pays d'origine :  France
- Genre : Drame
- Durée : 92 minutes
- Date de sortie :	
  - France : 4 mai 1955

Sources : Ciné-ressources et IMDb
- Affiche : Duccio Marvasi (France)

## Distribution
- Armand Mestral : Robert Lanier
- Le petit John : Le petit John
- Dominique Wilms : Gaby
- Julien Carette : Mimile
- Jean-Jacques Delbo : Jérôme
- Georgette Anys
- Jean Thielment
- Henry Djanik
- Max Doria
- Alfred Goulin : Roussel
- Lucien Guervil
- Jean Sylvère
- Luc Andrieux
- Maurice Biraud